# 昭和電機産業
昭和電機産業（しょうわでんきさんぎょう）とは、長野県長野市に本社のある、電設資材、産業機器販売の卸売企業である。

## 概要
長野県・新潟県・山梨県・岐阜県・東京都にて、電設資材、産業機器の卸売を行っている企業である。

## 沿革
- 1948年（昭和23年）9月 - 設立
- 1975年（昭和50年）8月 - 山梨中央電材株式会社（山梨県甲府市）と業務提携
- 1991年（平成3年）11月 - 山梨中央電材(株)を合併し、甲府支社とする
- 2004年（平成16年）4月
  - ISO9001認証取得（長野産業機器営業所）
  - ISO14001認証取得（本社・長野支店）
- 2005年（平成17年）10月 - ISO14001認証取得（全社）
- 2010年（平成22年）9月 - 信州電機産業株式会社（長野県松本市）を傘下へ
- 2015年（平成27年）4月 - 中津川出張所開設
- 2015年（平成27年）5月 - 東京営業所開設
- 2017年（平成29年）6月 - 東信産業機器営業所開設

## 営業拠点

### 長野県
- 本社
  - 長野市三輪荒屋1154
- 長野支店
  - 長野市三輪荒屋1154
- 上田支店
  - 上田市大字古里1533-33
- 松本支店
  - 松本市両島7番10号
- 佐久営業所
  - 佐久市岩村田中八日町3093-1
- 飯田営業所
  - 飯田市鼎西鼎640番地
- 諏訪営業所
  - 諏訪市大字中洲字三ツ俣5709-29
- 伊那営業所
  - 伊那市西春近2519-1番地
- 長野産業機器営業所
  - 長野市アークス4番17号
- 東信産業機器営業所
  - 東御市鞍掛73-1
- 太陽光発電 SUNプラザ
  - 長野市三輪荒屋1180-1　西澤ビル西-1

### 新潟県
- 上越支店
  - 上越市平成町150番
- 長岡支店
  - 長岡市稲保四丁目750番地15
- 新潟支店
  - 新潟市中央区米山六丁目8番19号
- 六日町営業所
  - 南魚沼市六日町771-8
- 柏崎営業所
  - 柏崎市茨目二丁目14番14号
- 三条営業所
  - 三条市上須頃1181番4

### 山梨県
- 甲府支社
  - 甲府市蓬沢町庄の木1021-1

### 岐阜県
- 中津川出張所
  - 中津川市本町4-4-1

### 東京都
- 東京営業所
  - 千代田区猿楽町2-7-6  ＴＫ猿楽町ビル6階